# Michaił Maczin
Michaił Grigorjewicz Maczin (ros. Михаил Григорьевич Мачин, ur. 21 października 1907 we wsi Letiażewka w guberni saratowskiej, zm. 7 lutego 1995 w Moskwie) – radziecki generał porucznik lotnictwa, Bohater Związku Radzieckiego (1945).

## Życiorys
W latach 1920–1923 pracował w sowchozie, w 1923 skończył szkołę wiejską w rodzinnej wsi, później do 1929 pracował w miejscowości Rymariowo w sowchozie, następnie uczył się na fakultecie robotniczym (rabfaku) przy Woroneskim Instytucie Rolniczym. Od maja 1931 służył w Armii Czerwonej, w 1932 ukończył szkołę pilotów w Leningradzie, a w 1933 w Engelsie, później dowodził oddziałem bombowców w Białoruskim i Moskiewskim Okręgu Wojskowym. Uczestniczył w wojnie chińsko-japońskiej od października 1937 do marca 1938 jako zastępca dowódcy i dowódca eskadry bombowców, wykonał wówczas 17 lotów bojowych. Od maja do sierpnia 1938 służył w Armii Specjalnego Przeznaczenia jako pomocnik dowódcy lotniczego pułku bombowców w Orle, od września 1938 do września 1939 dowodził 25 Brygadą Lotniczą w mieście Spask Dalni, a od września 1939 do lutego 1942 32 Dywizją Lotniczą na Dalekim Wschodzie, później jako dowódca Sił Wojskowo-Powietrznych 40 Armii brał udział w wojnie z Niemcami. Od maja do sierpnia 1942 dowodził 207 Lotniczą Dywizją Myśliwską, walczył na Froncie Południowo-Zachodnim (luty-kwiecień 1942), Briańskim (kwiecień-lipiec 1942) i Woroneskim (lipiec-sierpień 1942), od września 1942 do maja 1944 był naczelnikiem wojskowego przedstawicielstwa Sił Powietrznych Armii Czerwonej na Alasce. W czerwcu 1944 objął dowództwo 205 Lotniczej Dywizji Myśliwskiej, a w sierpniu 1944 5 Lotniczego Korpusu Myśliwskiego, walczył na 2 i 1 Froncie Ukraińskim, brał udział w operacji lwowsko-sandomierskiej, sandomiersko-śląskiej, górnośląskiej, berlińskiej i praskiej. Podczas wojny wykonał 61 lotów bojowych. Po wojnie do marca 1946 dowodził 5 Lotniczym Korpusem Myśliwskim w Centralnej Grupie Wojsk w Austrii i na Węgrzech, a od czerwca 1946 do lipca 1947 11 Lotniczym Korpusem Myśliwskim w Królewcu, 1947-1948 był pomocnikiem dowódcy 4 Armii Powietrznej w Północnej Grupie Wojsk w Polsce, w 1950 ukończył Wyższą Akademię Wojskową i został skierowany do wojsk obrony przeciwlotniczej jako zastępca dowódcy i następnie dowódca lotnictwa myśliwskiego (w 1953 otrzymał stopień generała porucznika lotnictwa). Od sierpnia 1954 do sierpnia 1956 dowodził lotnictwem myśliwskim Uralskiej Armii Obrony Przeciwlotniczej w Swierdłowsku, od sierpnia 1956 do lutego 1959 42 Armią Lotnictwa Myśliwskiego Obrony Powietrznej w Baku, a od lutego 1959 do grudnia 1960 lotnictwem Bakijskiego Okręgu Obrony Przeciwlotniczej, później pracował w Głównym Sztabie Obrony Przeciwlotniczej Kraju, w lutym 1971 zakończył służbę. W latach 1959–1961 był członkiem KC Komunistycznej Partii Azerbejdżanu, a 1959–1963 deputowanym do Rady Najwyższej Azerbejdżańskiej SRR.

## Odznaczenia
- Złota Gwiazda Bohatera Związku Radzieckiego (29 maja 1945)
- Order Lenina (dwukrotnie – 29 maja 1945 i 30 grudnia 1956)
- Order Czerwonego Sztandaru (pięciokrotnie – 8 marca 1938, 22 lutego 1943, 19 listopada 1951, 16 października 1957 i 22 lutego 1968)
- Order Bohdana Chmielnickiego (Związek Radziecki) I klasy (6 kwietnia 1945)
- Order Wojny Ojczyźnianej I klasy (dwukrotnie – 30 sierpnia 1944 i 11 marca 1985)
- Order Czerwonej Gwiazdy (dwukrotnie – 6 listopada 1946 i 29 kwietnia 1954)
- Medal „Za Odwagę” (ZSRR) (22 lutego 1939)
- Medal „Za zasługi bojowe” (3 listopada 1944)
- Oficer Legii Zasługi (USA, 12 lipca 1944)
- Krzyż Kawalerski Orderu Virtuti Militari (Polska Ludowa, 1946)
- Krzyż Walecznych (Polska Ludowa, 19 grudnia 1968)

I inne.